# Roerbakken

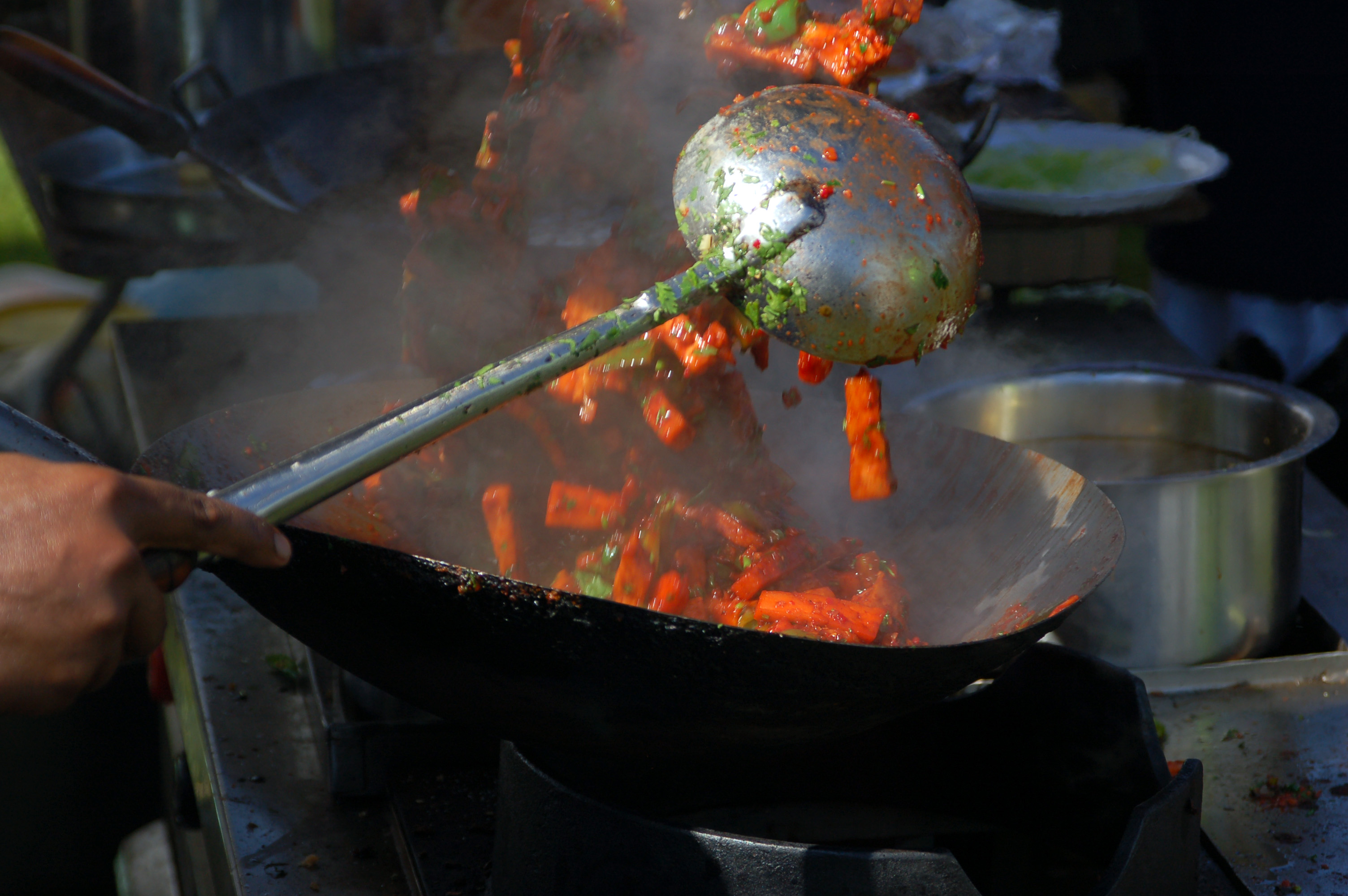
Roerbakken in een wok

Roerbakken, wokken (Chinees: 炒, pinyin: chǎo) of omscheppend bakken is een van oorsprong uit Azië afkomstige kooktechniek voor het bereiden van voedsel in een wok (Indonesië: wadjan of wadjang), in sterk verhitte olie en op een hoog vuur. Hierbij wordt het gerecht continu omgeroerd (oorspronkelijk door de wok te schudden).
Wokken stamt uit de omgeving van de Chinese stad Kanton. Eeuwen geleden groeide er nauwelijks hout en vuurbronnen waren er schaars. Dat betekende dat men gedwongen was tot economisch koken. De oplossing was groenten en vlees in kleine stukjes snijden en in een holle pan, boven een hoog vuur waar de wok van de hitte donkerrood werd, alle ingrediënten tegelijk snel te bakken.

## Temperatuur
Er zijn twee basistechnieken, de zogenaamde Chao(炒) (lage temperatuur) en Bao(爆) (hoge temperatuur) techniek. De Chao techniek heeft een temperatuur tussen de 160 °C en 240 °C en de Bao-techniek tot boven de 650 °C. Bij de Bao-techniek is de wok donkerrood van de hitte.
Een kenmerkende eigenschap van roerbakken is dat de temperatuur hoger blijft dan de kooktemperatuur van water en door de vorm van de wok het contactoppervlakte groot zodat het vrijkomende vocht direct verdampt. Vanwege deze vochtonttrekking wordt de smaak in groente geconcentreerd en is de bereidingstijd kort, wat de typerende smaak geeft - onder andere vanwege de Maillardreactie en karamellisatie en bij de Bao-techniek de toevoeging van rooksmaken. Samen wordt dit Wok hei (eenvoudig Chinees: 镬气; traditioneel Chinees: 鑊氣) genoemd.
Een andere eigenschap van roerbakken is het knetterende geluid tijdens de bereiding. Dat is te zien als op een verhitte pan een druppel water valt die als een bolletje gaat dansen. Dit is ook een indicatie van de temperatuur omdat als het vocht niet direct kan verdampen door bijvoorbeeld een te lage temperatuur of een te grote bereidingsportie, het knetterende geluid overgaat in het sissende geluid van koken. In dat geval wordt het vocht niet snel genoeg onttrokken aan het gerecht als geheel door de te lage temperatuur en is de bereidingsmethode niet roerbakken maar koken in een wok.
Een voorwaarde bij deze bereidingsmethode is dat het moment van garing van alle ingrediënten gelijk moet zijn. Dit betekent dat de bewerkingen tijdens de mise-en-place zodanig moet worden gedaan dat de grootte en vorm van het product wordt aangepast aan de garingstijd, of als dit niet mogelijk is, het gerecht in meerdere fasen te roerbakken.

## Olie
Omdat roerbakken een kooktechniek is met een zeer hoge temperatuur moet de gebruikte olie zuiver zijn en een voldoende hoog walmpunt hebben. Onzuivere olie zoals (ongeraffineerde) olijfolie met veel smaak- en geurstoffen, is niet bruikbaar vanwege het verbranden van deze componenten. Olie met een hoog walmpunt, vaak geraffineerde olie zoals arachideolie, sojaolie en rijstolie zijn zeer geschikt. Maisolie en zonnebloemolie zijn ook goed bruikbaar.